# 電力學
電力學是以探討大電流（強電）， 高功率的電路為主的科學，其主要基礎是建構在工程數學、電路學、電子學及電磁學，電力領域分成電力系統及電力電子等領域，並大量地應用於發電、供電、輸電、配電、電能轉換、電力使用及電力轉換器等相關技術。
- 電力系統主是指三相電力系統之基本特性及發電、輸電。
- 電機機械主要是指電能與機械能之間的轉換原理及裝置，如交流、直流電動機及發電機。
- 電力電子則是各式利用電力電子開關所作成的各式電力轉換器如直流-直流轉換器、直流-交流轉換器及交流-直流轉換器等。

在這三大領域下，包含「電力系統分析」、「電力系統控制」、「故障電力系統分析」、「電腦電驛」、「輸配電」、「計算機在電力之應用」、「電動機控制」及「電力電子」等次領域。

## 相關學科領域
「電力系統分析」、「電力系統控制」、「故障電力系統分析」、「電腦電驛」、「輸配電」、「計算機在電力之應用」、「電動機控制」、「電力電子」

## 相關元件
- 動力元件：發電機／電動機（馬達）
- 電流轉換元件：變壓器／整流器
- 保護元件：過載繼電器／無熔絲開關／濾波器／保險絲
- 控制元件：接触器／斷路器／繼電器／可程式控制器／反用換流器（變頻器）／觸控螢幕
- 功率元件：電晶體／光電耦合元件／感測器